# Steve Sisolak
Stephen F. Sisolak, dit Steve Sisolak, né le 26 décembre 1953 à Milwaukee (Wisconsin), est un homme politique américain, membre du Parti démocrate et gouverneur du Nevada du 7 janvier 2019 au 2 janvier 2023.

## Biographie

### Origines et études
Diplômé de l'université du Wisconsin à Milwaukee et de l'université du Nevada à Las Vegas, Steve Sisolak est le fils de Mary et Edward F. Sisolak, tous deux d'origine tchèque.

### Premiers engagements politiques
Après une carrière dans les affaires, il s'engage en politique, siégeant au conseil des régents (Board of Regents) du Nevada de 1999 à 2008 (élu dans le 2e district), organisme chargé de la supervision des établissements publics d'enseignement supérieur de l'État. Également membre de la commission du comté de Clark — comprenant Las Vegas — de 2009 à 2019 pour le district A, il en est vice-président de 2011 à 2013 puis président jusqu'à sa prise de fonction en tant que gouverneur.

### Gouverneur du Nevada
Sisolak est élu gouverneur du Nevada lors des élections de 2018 en battant Adam Laxalt, candidat du Parti républicain, petit-fils de l'ancien gouverneur Paul Laxalt et alors procureur général de l'État, par 49,4 % des voix face à 45,3 % pour Laxalt. Centriste vu comme modéré opposé à un conservateur apparaissant radical, il devient ainsi le premier gouverneur du Nevada membre du Parti démocrate en vingt ans dans une soirée d'élection qui voit la formation politique réaliser des gains substantiels dans l'État.
Candidat à un second mandat, il est battu par le républicain Joe Lombardo lors de l'élection du 8 novembre 2022 en obtenant 47,3 % des voix contre 48,8 % à son adversaire.